# Hindersgrund
Hindersgrund är en klippa i Finland.   Den ligger i kommunen Pargas i den ekonomiska regionen  Åboland  och landskapet Egentliga Finland, i den södra delen av landet, 190 km väster om huvudstaden Helsingfors.
Terrängen runt Hindersgrund är mycket platt.  Det finns inga samhällen i närheten. 